# Mitsubishi Lancer Evolution IX
La Mitsubishi Lancer Evolution IX est une automobile de la marque Mitsubishi.

## Caractéristiques
Avec un moteur de 280 ch, la Mitsubishi Lancer Evolution est surtout utilisée en rallye.
Une boîte de vitesses manuelle à six rapports, des freins Brembo et des suspensions de type MacPherson avec ressorts hélicoïdaux et barre stabilisatrice cette voiture reste très maniable et très ouverte à toutes les routes.
Introduite en mars 2005, l’Evolution IX reçoit une amélioration de son moteur de 2,0 L 4G63 qui obtient désormais la technologie MIVEC qui lui permet de passer à 286 ch (213 kW) et un couple de 392 N m.